# Urmen

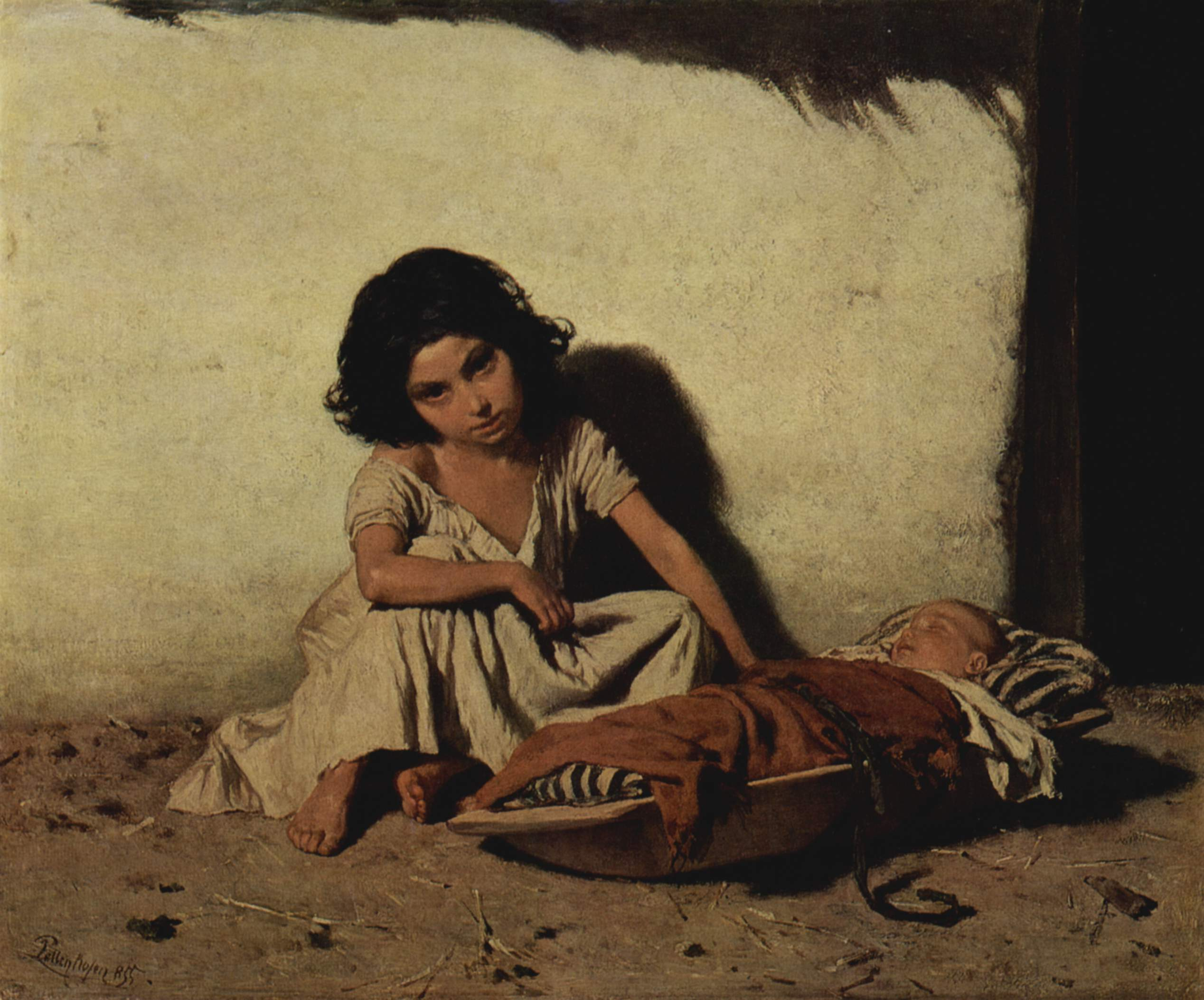
Zigeunerkinder, 1855

Die Urmen (auch Uremi, Ursitory, Ursitori, Ursitele, Urbitele, Urditele, Osatorele, Ursoi oder Ursoni) sind eine Gruppe von drei Feen oder Schicksalsfrauen in den mythischen Überlieferungen der Roma. Zwei davon sind gute Feen, die andere ist den Menschen übel gesinnt. Ihre Königin heißt Matuya, die von großen Unglücksvögeln Gebrauch macht, die Charana heißen.
Sie sind ungewöhnlich schöne Frauen, die im Gebirge in glänzenden Palästen oder singend und tanzend unter Bäumen leben. Urmen dürfen jeweils nicht mehr als sieben Lieblinge begünstigen und beschützen, andernfalls gehen sie erbärmlich zugrunde. Als Erwachsene wohnen sie in den Palästen ihrer Königin Matuya. Nach der Beziehung zu einem Mann gebären sie Drillings-Urmen und werden dann schnell alt. Sie brauchen ihre Babys nur einmal zu säugen, dann lernen diese bereits das Laufen und verlassen ihre Mutter, um in Baumhöhlen, unter großen Pflanzen zu leben. Die Kinder der guten Urmen bleiben reine Urmen, die der bösen werden Halburnen, die als zänkische Frauen auf Menschenart leben.
Die Charana genannten Riesenvögel erbarmen sich jenen elendlich zugrundegehenden Urmen, die versehentlich einen achten Liebling begünstigt haben, und bieten ihnen Sterbehilfe. Sie hacken ihnen das Fleisch von den Knochen und bringen es der Urmenkönigin, die damit nach Menschen wirft, die Urmen beleidigt haben. Wenn Menschen davon essen, werden sie wahnsinnig.
Die Urmen wurden durch den Roman Die Ursitory bekannt, der 1938 von Matéo Maximoff geschrieben und 1946 erstmals veröffentlicht wurde. Danach sind die Ursitory die drei Schicksalsengel, der Engel des Guten, der Engel des Bösen und der schiedsrichternde Engel der Vernunft, die am dritten Tag nach der Geburt den Lebensweg eines Kindes bestimmen. An diesem Tag platziert die Mutter drei Stück Brot und drei Gläser Wein für die Ursitory in einem Kreis um ihr Kind. Sie flüstert dem Kind seinen wirklichen Namen ins Ohr und hält diesen nach einigen Traditionen gegenüber dem Vater und den Kindern geheim, bis diese volljährig werden, weil der wirkliche Name Kraft verleiht.